# Röd lyser stugan
Röd lyser stugan, Smålandssången, är Smålands landskapssång, med text av Linnéa Andrén och tonsatt av hennes bror Ivar Widéen. Sången framfördes av Smålands sångarförbund vid den Andra allmänna svenska sångarfesten den 12–14 juli 1912 i samband med de olympiska spelen 1912 på Stockholms stadion. Sången är inspirerad från miljön kring Linnéa Andréns morföräldrahem i Bellö socken, Jönköpings län.